# Comuni italiani di lingua friulana

## Regione autonoma Friuli-Venezia Giulia
Nella Regione autonoma Friuli-Venezia Giulia l’ambito territoriale interessato agli interventi di tutela e valorizzazione della lingua friulana è delimitato, ai sensi dell’articolo 5 della legge regionale 22 marzo 1996, n. 15(Norme per la tutela e la promozione della lingua e della cultura friulana), dai Decreti del Presidente della Giunta regionale n. 0412/Pres. del 13.11.1996 e n. 0160/Pres. del 20.5.1999. Nel medesimo territorio si applicano le disposizioni della legge regionale 18 dicembre 2007, n. 29 (Norme per la tutela, valorizzazione e promozione della lingua friulana), come previsto dall’articolo 3 della stessa.
Per quanto riguarda la legge 482/99 (Norme in materia di tutela delle minoranze linguistiche storiche), il territorio di tutela è quello stabilito dalla Deliberazione della Giunta regionale del Friuli-Venezia Giulia n. 2680 del 3 agosto 2001, emanato in attuazione dell’articolo 1, comma 5, del D.P.R. 2 maggio 2001, n. 345 (Regolamento di attuazione della L. 15 dicembre 1999, n. 482), secondo cui “La presenza della minoranza si presume quando il comune o parte di esso sia incluso nella delimitazione territoriale operata da una legge statale o regionale anteriore alla data di entrata in vigore della legge e che si riferisca esclusivamente alle lingue ammesse a tutela dall'articolo 2 della legge stessa”. Il territorio considerato da tale Deliberazione è quello previsto dai Decreti presidenziali del 1996 e del 1999.
Va qui ricordato che anche le Province di Udine e Gorizia deliberarono ufficialmente, ai sensi della legge 482/99, l’ambito di tutela per la lingua friulana, rispettivamente con le Deliberazioni consiliari n. 91 del 15.12.2000 e n. 3 del 07.02.2001. Tuttavia, tali delimitazioni sono state superate dalla Deliberazione della Giunta regionale del Friuli-Venezia Giulia n. 2680 del 3 agosto 2001.
Di rilievo, esclusivamente ai fini dell’applicazione della legge 482/99, sono invece 3 deliberazioni provinciali successive: le Deliberazioni del Consiglio provinciale di Gorizia n. 6 del 12.03.2003 e n. 28 del 24.11.2003, che hanno ricompreso rispettivamente i comuni di Monfalcone e Sagrado; e la Deliberazione del Consiglio provinciale di Udine n. 86 del 26.11.2003 , inerente al comune di Malborghetto-Valbruna.

### Ambito di tutela della lingua friulana in Friuli-Venezia Giulia
Ex provincia di Gorizia:
Capriva del Friuli, Cormons, Dolegna del Collio, Farra d’Isonzo, Gorizia, Gradisca d’Isonzo, Mariano del Friuli, Medea, Monfalcone*, Moraro, Mossa, Romans d’Isonzo, Sagrado*, San Lorenzo Isontino, Villesse.
Ex provincia di Pordenone:
Andreis, Arba, Aviano, Barcis, Budoia, Casarsa della Delizia, Castelnovo del Friuli, Cavasso Nuovo, Claut, Clauzetto, Cordenons, Cordovado, Fanna, Fontanafredda, Frisanco, Maniago, Meduno, Montereale Valcellina, Morsano al Tagliamento, Pinzano al Tagliamento, Polcenigo, Pordenone, San Giorgio della Richinvelda, San Martino al Tagliamento, San Quirino, San Vito al Tagliamento, Sequals, Sesto al Reghena, Spilimbergo, Tramonti di Sopra, Tramonti di Sotto, Travesio, Valvasone Arzene, Vito d’Asio, Vivaro, Zoppola.
Ex provincia di Udine:
Aiello del Friuli, Amaro, Ampezzo, Aquileia, Arta Terme, Artegna, Attimis, Bagnaria Arsa, Basiliano, Bertiolo, Bicinicco, Bordano, Buja, Buttrio, Camino al Tagliamento, Campoformido, Campolongo Tapogliano, Carlino, Cassacco, Castions di Strada, Cavazzo Carnico, Cercivento, Cervignano del Friuli, Chiopris-Viscone, Chiusaforte, Cividale del Friuli, Codroipo, Colloredo di Monte Albano, Comeglians, Corno di Rosazzo, Coseano, Dignano, Dogna, Enemonzo, Faedis, Fagagna, Fiumicello Villa Vicentina, Flaibano, Forgaria nel Friuli, Forni Avoltri, Forni di Sopra, Forni di Sotto, Gemona del Friuli, Gonars, Latisana, Lauco, Lestizza, Lignano Sabbiadoro, Magnano in Riviera, Majano, Malborghetto-Valbruna, Manzano, Martignacco, Mereto di Tomba, Moggio Udinese, Moimacco, Montenars, Mortegliano, Moruzzo, Muzzana del Turgnano, Nimis, Osoppo, Ovaro, Pagnacco, Palazzolo dello Stella, Palmanova, Paluzza, Pasian di Prato, Paularo, Pavia di Udine, Pocenia, Pontebba, Porpetto, Povoletto, Pozzuolo del Friuli, Pradamano, Prato Carnico, Precenicco, Premariacco, Preone, Prepotto, Ragogna, Ravascletto, Raveo, Reana del Rojale, Remanzacco, Resiutta, Rigolato, Rive d’Arcano, Rivignano Teor, Ronchis, Ruda, San Daniele del Friuli, San Giorgio di Nogaro, San Giovanni al Natisone, Santa Maria la Longa, San Vito al Torre, San Vito di Fagagna, Sauris, Sedegliano, Socchieve, Sutrio, Talmassons, Tarcento, Tarvisio, Tavagnacco, Terzo d’Aquileia, Tolmezzo, Torreano, Torviscosa, Trasaghis, Treppo Grande, Treppo Ligosullo, Tricesimo, Trivignano Udinese, Udine, Varmo, Venzone, Verzegnis, Villa Santina, Visco, Zuglio.
| PROVINCIA    | TOTALE COMUNI | NUMERO COMUNI FRIULANOFONI | PERCENTUALE |
| ------------ | ------------- | -------------------------- | ----------- |
| Gorizia      | 25            | 15                         | 60%         |
| Pordenone    | 50            | 36                         | 72%         |
| Udine        | 134           | 122                        | 91,04%      |
| Trieste      | 6             | -                          | -           |
| Regione F-VG | 215           | 173                        | 80,47%      |

## Regione Veneto
La tutela della minoranza linguistica friulanofona nel Veneto orientale si basa sulla legge regionale 23 dicembre 1994, n.73, la quale, all’articolo 3, comma 1, lettera d), fa espressamente riferimento tra i soggetti beneficiari dei contributi alle “associazioni culturali friulane del portogruarese”.
A seguito dell’approvazione della legge 482/99, il Consiglio provinciale di Venezia ha provveduto a riconoscere ufficialmente la minoranza linguistica friulana presente nel suo territorio, limitatamente ai comuni di San Michele al Tagliamento (delibera n. 2006/00032 del 20.04.2006), Teglio Veneto (delibera n.2006/120 del 21.12.2006) e Cinto Caomaggiore (delibera n.2006/121 del 21.12.2006). Tale riconoscimento è susseguente alle deliberazioni con cui i consigli dei tre Comuni sopra citati hanno richiesto allo stesso Consiglio provinciale di ricomprendere i territori comunali nell'ambito territoriale nel quale si applicano le disposizioni di tutela delle minoranze linguistiche storiche previste ai sensi della legge 482/99.
Nelle predette delibere si stabilisce, tuttavia, che la consistenza della minoranza friulana riguarda l’intero comprensorio del Portogruarese, riferibile ai Comuni di Cinto Caomaggiore, Concordia Sagittaria, Fossalta di Portogruaro, Gruaro, Portogruaro, San Michele al Tagliamento, Teglio Veneto.
Quindi, se l’ambito territoriale in cui si applicano le disposizioni di tutela delle Minoranze linguistiche storiche delle popolazioni friulane come previsto dalla legge 482/1999 è limitato ai tre comuni citati in precedenza, le predette delibere della Provincia di Venezia, anche in base alla L.R. 73/1994, hanno preso atto che la lingua friulana è tradizionalmente e significativamente parlata anche in altri quattro comuni del mandamento portogruarese.

### Ambito di tutela della lingua friulana in Veneto
Cinto Caomaggiore, Concordia Sagittaria, Fossalta di Portogruaro, Gruaro, Portogruaro, San Michele al Tagliamento, Teglio Veneto.
| REGIONE        | TOTALE COMUNI | NUMERO COMUNI FRIULANOFONI | PERCENTUALE |
| -------------- | ------------- | -------------------------- | ----------- |
| Regione Veneto | 563           | 7                          | 1,24%       |